# Demeton-S-methyl
Demeton-S-methyl ist eine chemische Verbindung aus der Gruppe der Thiophosphorsäureester. Es wurde 1957 von Bayer als Insektizid und Akarizid eingeführt.

## Darstellung
Ethylmercaptan reagiert mit Ethylenoxid zu Ethyl-2-hydroxyethylsulfid. Nach der Reaktion mit Kaliumthiocyanat wird es mit Dimethylphosphonat zum Demeton-S-methyl umgesetzt.

## Eigenschaften
Demeton-S-methyl ist eine gelbe, ölige Flüssigkeit mit einem unangenehmen Geruch. Sie ist in Wasser nur schwer löslich. Im Boden ist die Substanz mit einer Halbwertszeit von 2,7 Tagen nicht persistent. In Wasser hydrolysiert sie mit einer Halbwertszeit von 56 Tagen.

## Verwendung und Wirkungsweise
Demeton-S-methyl wirkt als Insektizid und Akarizid und kann gegen Blattläuse, Spinnmilben und saugende Insekten verwendet werden. Es kommt zum Beispiel beim Anbau von Gemüse (Erbsen, Bohnen, Auberginen, Kohlgewächse usw.), Obst (Pfirsich, Pflaumen usw.), Getreide  zum Einsatz. Der Wirkstoff hat eine Wirkung als Fraß- und Kontaktgift und wirkt systemisch. Der Wirkmechanismus beruht wie bei allen Thiophosphorsäureestern auf der Hemmung des Enzyms Acetylcholinesterase. Dies führt zu einer Beeinträchtigung der Reizweiterleitung im Nervensystem. Lähmung, Stillstand der Atmung und letztlich der Tod sind Folgen davon.

## Toxikologie
Von der Weltgesundheitsorganisation wird Demeton-S-methyl als hochgiftig eingestuft. Die Substanz ist neurotoxisch sowie haut- und augenreizend.
Demeton-S-methyl ist gefährlich für die Umwelt. Es ist giftig für Bienen, Fische und andere Wasserorganismen.

## Zulassung
In der Europäischen Union und der Schweiz sind keine Pflanzenschutzmittel zugelassen, die Demeton-S-methyl enthalten.